# Trichophthalma confusa
Trichophthalma confusa är en tvåvingeart som beskrevs av M. Josephine Mackerras 1925. Trichophthalma confusa ingår i släktet Trichophthalma och familjen Nemestrinidae. Inga underarter finns listade i Catalogue of Life.